# رومان شيفشيك
رومان شيفشيك (بالبولندية: Roman Szewczyk)‏ هو لاعب كرة قدم بولندي في مركز الوسط، ولد في 18 مارس 1965 في بيطوم في بولندا. شارك مع منتخب بولندا لكرة القدم. أما مع النوادي، فقد لعب مع ريد بول سالزبورغ وشلوسك فروتسلاو وشومبيركي بيوتوم ونادي أوستريا سالزبورغ ونادي سوشو.

## وصلات خارجية
- رومان شيفشيك على موقع الاتحاد الأوربي (الإنجليزية)
- رومان شيفشيك على موقع قاعدة بيانات كرة القدم.إي يو (الإنجليزية)
- رومان شيفشيك على موقع ناشيونال فوتبول تيمز (الإنجليزية)
- رومان شيفشيك على موقع Soccerway.com (الإنجليزية)
- رومان شيفشيك على موقع عالم كرة القدم.نت (الإنجليزية)